# Estación de Monitoreo Ambiental del Rover Curiosity

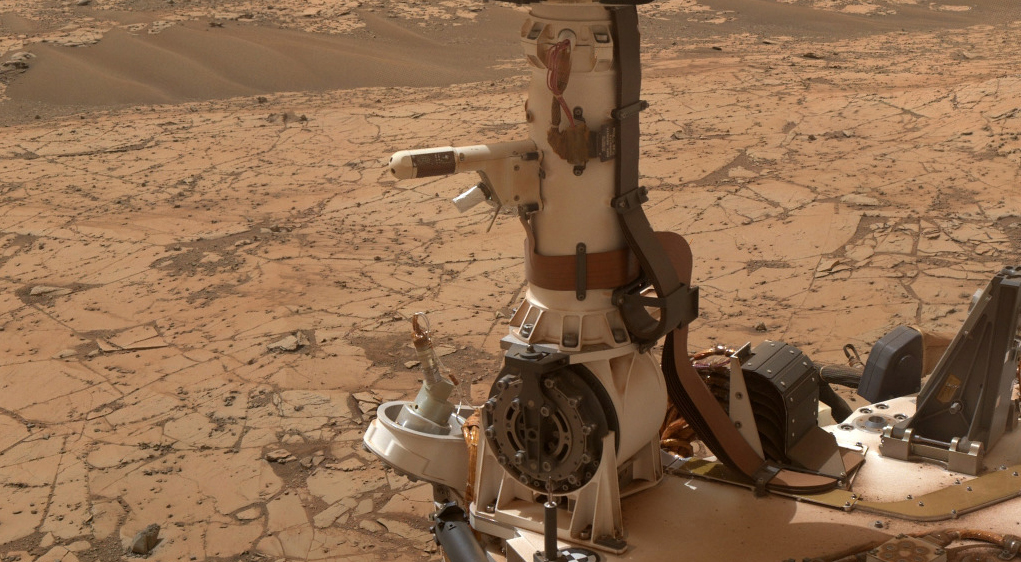
REMS En Marte

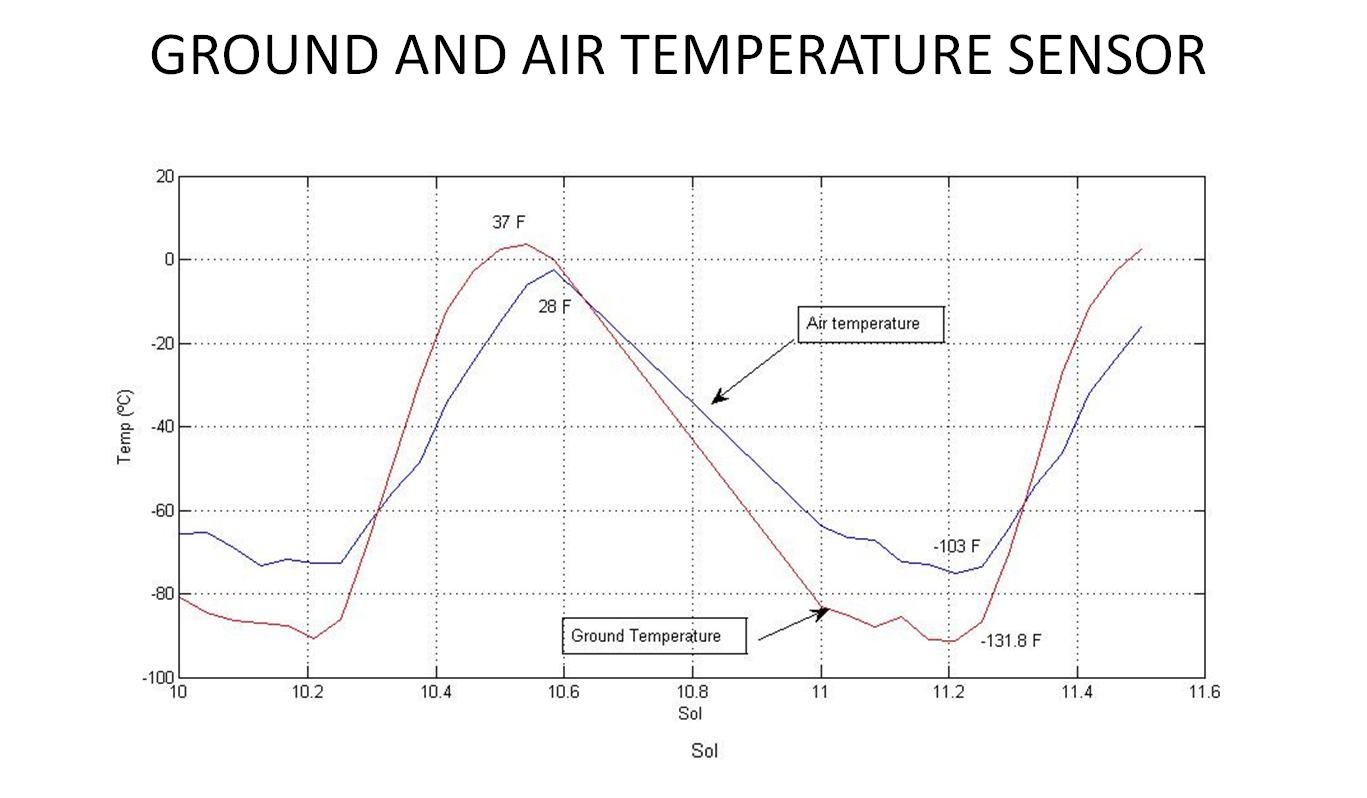
Temperaturas encima Marte de REMS en la Curiosidad Rover (agosto 16/17, 2012).

La Estación de Monitoreo Ambiental de Rover (REMS) es una estación meteorológica en Marte para el rover Curiosity aportada por España y Finlandia. Fue el primer instrumento o dispositivo de fabricación española en llegar a Marte. REMS mide la humedad, la presión, la temperatura, la velocidad del viento y la radiación ultravioleta en Marte. Este proyecto español está dirigido por el Centro de Astrobiología e incluye al Instituto Meteorológico Finlandés como socio, que contribuye con los sensores de presión y humedad .

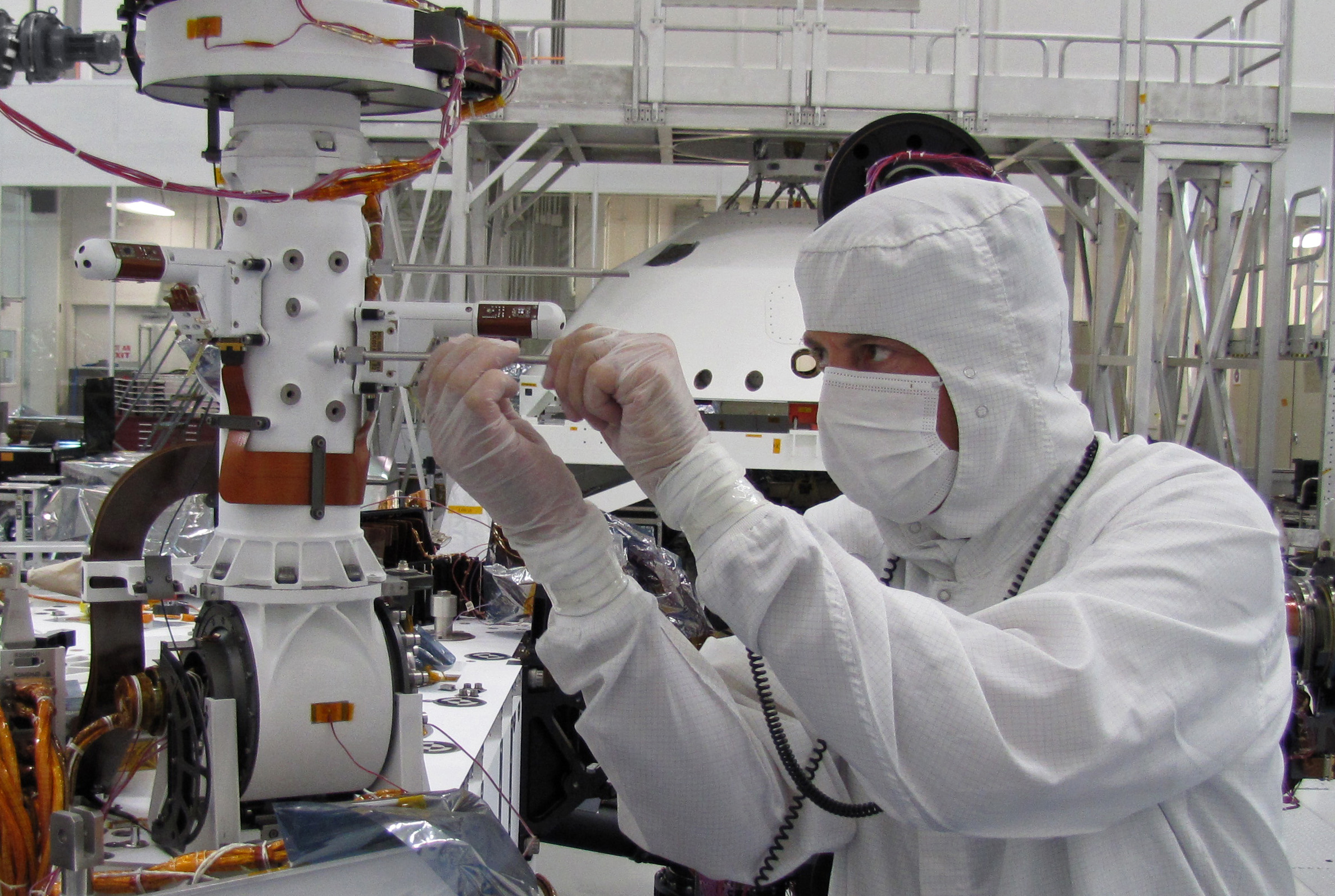
Estación de Monitoreo Ambiental de Rover (REMS)

## Visión general
Todos los sensores están ubicados alrededor de tres elementos: dos brazos conectados al mástil de detección remota (RSM) del rover, el conjunto del sensor ultravioleta (UVS) ubicado en la plataforma superior del rover y la unidad de control del instrumento (ICU) dentro del rover. Los objetivos incluyen comprender la circulación general marciana, los sistemas meteorológicos a microescala, el ciclo hidrológico local, el potencial destructivo de la radiación UV y la habitabilidad del subsuelo basada en la interacción tierra-atmósfera.
Para el 18 de agosto de 2012, REMS estaba encendido y sus datos estaban siendo devueltos a la Tierra. La temperatura en ese momento: 37 grados Fahrenheit (2.8 grados Celsius). El 21 de agosto de 2012, uno de los dos windspeedmeters devolvió datos con errores. Después de la prueba, se llegó a la conclusión de que estaba roto, probablemente golpeado por una roca en descenso. Los vientos marcianos aún se pueden detectar con el otro sensor.
Los informes se publican en el sitio web del Centro de Astrobiología y en Twitter todos los días.

## Partes de REMS
- Unidad de Control de Instrumentos
- Sensor ultravioleta
- Boom 1 con: Sensor de temperatura del aire Sensor de viento Sensor de temperatura del suelo
- Boom 2 con: Sensor de temperatura del aire Sensor de viento Sensor de humedad

El sensor de presión puede detectar presiones de 1 a 1150 Pa (Pascal) (0.000145038 PSI a 0.1667934 PSI). Para comparación, 1 atmósfera es de 101,325 Pascales o 14.7 PSI.
El sensor de temperatura del aire, velocidad del viento y dirección del vehículo de aterrizaje InSight Mars (previsto para su lanzamiento en 2018) se basa en REMS, también contribuido por España.